# Локомотиви БДЖ серия 27.00
Локомотивите серия 27.00 са доставени през 1910 г. и са предназначени за извозването на станалите вече по-тежки бързи и пътнически влакове по големите нагорнища с 25 км/ч и в равнище - до 65 км/ч. Строени са в германската фабрика „Hanomag“ - Hanover. Според старото означение са носили номера 701 - 718. През Балканската война един (№ 705) е загубен, а друг (№ 708) е бракуван през 1918 г. При въвеждането на новата номерация приемат серия 27.00. По време на Втората световна война изгубеният локомотив е открит и заема последния номер в серията - 27.17. През 1933 г. на част от машините е монтиран прегревател на парата. За по-голямо удобство при експлоатацията, локомотивите са преномерирани още веднъж през 1938 г., като тези с прегревател заемат първите номера в серията – 27.01 – 27.10.
Локомотивите са имали хардиева (вакуумна) спирачка с просто и автоматично действие. След демонтажа на вакуумната спирачка е монтирана двустъпална въздушна помпа и спирачка със сгъстен въздух. Тендерите са триосни с цяла листова рама.
След 1957 г. започва изваждането от редовна работа на локомотивите чрез предаване на промишлени предприятия или бракуване. След началото на 60-те години повечето локомотиви в БДЖ бездействат, а за музейната колекция на БДЖ е запазен локомотив 27.08, който се намира в Музея на транспорта в Русе.

## Експлоатационни и фабрични данни за локомотивите серия 27.00[2]
| Експлоатационен номер | Експлоатационен номер | Експлоатационен номер | Прегревател | Фабр. №/ година | Бележки                                             |
| при доставката        | от 1936 г.            | от 1938 г.            | Прегревател | Фабр. №/ година | Бележки                                             |
| --------------------- | --------------------- | --------------------- | ----------- | --------------- | --------------------------------------------------- |
| 701                   | 27.01                 | 27.01                 | да          | 5894/1911       | ДМП-Перник                                          |
| 702                   | 27.02                 | 27.16                 | не          | 5892/1911       | Бракуван 1963 г.                                    |
| 703                   | 27.03                 | 27.03                 | да          | 5893/1911       | Бракуван 1967 г.                                    |
| 704                   | 27.04                 | 27.04                 | да          | 5894/1911       | Бракуван 1963 г.                                    |
| 705                   | -                     | 27.17                 | не          | 5895/1911       | Загубен 1915-18 г. Върнат 1944 г. ОНС-Враца 1959 г. |
| 706                   | 27.05                 | 27.13                 | не          | 5896/1911       | ЛВЗ-Русер 1958 г.                                   |
| 707                   | 27.06                 | 27.06                 | да          | 5897/1911       | Бракуван 1967 г.                                    |
| 708                   | -                     | -                     | не          | 5898/1911       | Бракуван след 1918 г.                               |
| 709                   | 27.07                 | 27.07                 | да          | 5899/1911       | Бракуван 1964 г.                                    |
| 710                   | 27.08                 | 27.08                 | да          | 5900/1911       | Музеен 1966 г.                                      |
| 711                   | 27.09                 | 27.11                 | не          | 5901/1911       | ЗАЧ-Шумен 1957 г.                                   |
| 712                   | 27.10                 | 27.14                 | не          | 5902/1911       | Бракуван 1967 г.                                    |
| 713                   | 27.11                 | 27.09                 | да          | 5903/1911       | ДМП-Перник 1957 г.                                  |
| 714                   | 27.12                 | 27.12                 | не          | 5904/1911       | Бракуван 1963 г.                                    |
| 715                   | 27.13                 | 27.05                 | да          | 5905/1911       | ЦОФ „Балканбас“ 1963 г.                             |
| 716                   | 27.14                 | 27.10                 | да          | 5906/1911       | МДК-Пирдоп 1957 г.                                  |
| 717                   | 27.15                 | 27.15                 | не          | 5924/1911       | Бракуван 1963 г.                                    |
| 718                   | 27.16                 | 27.02                 | да          | 5925/1911       | Бракуван 1963 г.                                    |